# Maxim Babichev
Maxim Babichev (Minsk, 7 de marzo de 1986) es un exjugador de balonmano bielorruso que jugaba de pívot. Su último equipo fue el Motor Zaporiyia ucraniano. Fue un componente de la selección de balonmano de Bielorrusia.

## Palmarés

### Dinamo Minsk
- Liga de Bielorrusia de balonmano (5): 2009, 2010, 2011, 2012, 2013
- Copa de Bielorrusia de balonmano (1): 2010
- Liga Báltica de balonmano (1): 2009

### Meshkov Brest
- Liga de Bielorrusia de balonmano (3): 2015, 2016, 2017
- Copa de Bielorrusia de balonmano (3): 2015, 2016, 2017

### Motor Zaporiyia
- Liga de Ucrania de balonmano (4): 2018, 2019, 2020, 2021

## Clubes
- Arkatron Minsk ( -2008)
- HC Dinamo Minsk (2008-2014)
- Meshkov Brest (2014-2017)
- Motor Zaporiyia (2017-2021)[3]